# Osiedle Piasta I, Białystok
</br> Osiedle Piasta I là một trong những quận của thành phố Białystok ở Ba Lan. Quận được đặt theo tên của triều đại Piast hoàng gia.